# Zhuzhou Auto Works
Zhuzhou Auto Works war ein Hersteller von Nutzfahrzeugen und Automobilen aus der Volksrepublik China.

## Unternehmensgeschichte
Das Unternehmen aus Zhuzhou begann in den 1980er Jahren mit der Produktion von Lastkraftwagen mit zwei Tonnen Nutzlast. 1990 kamen Automobile dazu. Der Markenname lautete Jiandun. 1994 endete deren Produktion.

## Personenkraftwagen
Ein Modell war ein Geländewagen mit einer Ähnlichkeit mit dem Toyota Land Cruiser. Daneben gab es einen viertürigen Kombi.